# Rebound (Jennifer Lopez)
Rebound è un singolo della cantante statunitense Jennifer Lopez, pubblicato il 13 febbraio 2024 come secondo estratto dal nono album in studio This Is Me... Now.

## Descrizione
Inizialmente inserito nell'album This Is Me... Now in una versione cantata solamente da Jennifer Lopez, il brano è stato pubblicato come singolo con l'aggiunta di ulteriori versi del rapper portoricano Anuel AA, ed incluso nell'edizione digitale deluxe di This Is Me... Now
Rebound approfondisce i temi della vulnerabilità emotiva, dell'autorealizzazione e delle insidie delle relazioni di rimbalzo. Descrive la lotta interna nel tentativo di superare un amore passato mentre si è alle prese con sentimenti irrisolti.

## Video musicale
Il video musicale, diretto da Dave Meyers, è stato pubblicato sul canale YouTube di Jennifer Lopez il 21 febbraio 2024. Il video è un estratto dal film musicale con protagonista la Lopez This Is Me... Now: A Love Story, e ha come tema la violenza domestica. La versione del brano utilizzata nel video è quella originale cantata dalla sola Lopez.

## Tracce
1. Rebound – 3:19 (Jennifer Lopez, Jeff Gitelman, Atia Boggs, Jae Stephens, Aangel Lopez, Rogét Chahayed)